# Chelsea, Wisconsin
Chelsea är en ort i Taylor County i delstaten Wisconsin, USA.